# 溫哥華島

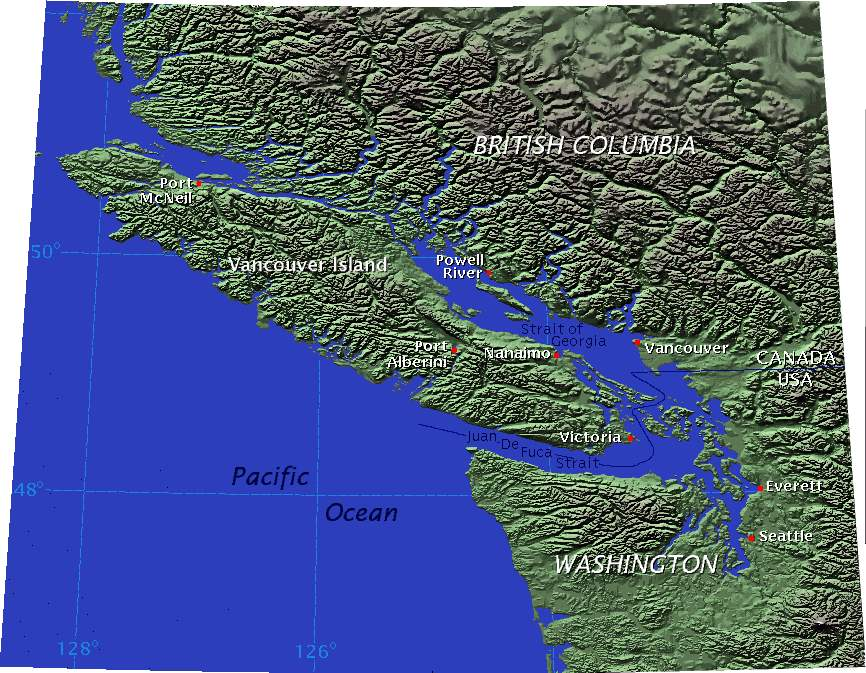
喬治亞海峽和夏洛特王后海峽將溫哥華島與不列颠哥伦比亚大陸分隔，而該島與美國華盛頓州則被胡安·德富卡海峽分隔。

温哥华岛（英語：Vancouver Island）是位于加拿大不列颠哥伦比亚西南隅的一个太平洋岛屿，長460（290英里），宽50—80（31—50英里），面积达31,285平方（12,079平方英里），是北美大陆西海岸最大的岛屿，也是世界第四十三、加拿大第十一大岛屿。根据2021年的统计，温哥华岛总人口为864,864人，其中近一半（397,237人）居住在该岛南端的维多利亚。岛上其它主要城市还包括纳奈莫（Nanaimo）、艾伯尼港（Port Alberni）、考特尼（Courtenay），以及坎贝尔里弗（Campbell River）等。
与之同名的加拿大第三大城市温哥華並不在温哥華島上，而是位于温哥華島东南角隔着乔治亚海峡对岸的低陆平原上。兩者因為皆為探險家喬治·温哥華所發現而有名稱上的雷同，这位前英国皇家海军官员於1791—1794年间考察了整个东北太平洋海岸。

## 地理
温哥华岛被中部的山脉分为东西两部分，两岸都以低地为主，其中面朝北美大陆的东海岸相对于接近太平洋的西海岸地势较为崎岖。岛上的最高点戈尔登辛德峰（Golden Hinde，海拔2,195米）位于温哥华岛中央，这一带也是全岛唯一有冰川形成的地方。西海岸线有许多海湾、峡湾等，相当适宜作为海港。岛的内陆地区有许多河流与湖泊，湖泊中最大的是托菲诺（Tofino）东北部的肯尼迪湖（Kennedy Lake）。
岛上气候相当舒适宜人，吸引大量游客及许多人退休后来此养老。温哥华岛年平均气温10度左右，冬季平均气温在零下2度，夏季则约为20度。西海岸年降水量有2000-3000毫米，东海岸相比之下则干燥许多，只有600-800毫米。

## 历史
最早在温哥华岛定居的是原住民中的撒利希人（Salish）、努特卡人（Nootka）和夸扣特尔人（Kwakiutl），他们已在岛上居住了上千年，至今仍是岛上人口的重要组成部分。1774年，西班牙船队首先发现了这里，丰富的毛皮资源很快吸引了许多其他欧洲国家探险者和贸易商。经过一系列的争斗，最终，这里成为了当时大英帝国的控制范围。
1843年，哈得孙湾公司（Hudson's Bay Company）在温哥华岛南端建立了第一个定居点，也就是后来的维多利亚市。1846年，英美之间签订了划分边界的俄勒冈条约，包括岛上一部分处于北緯49度線以南的区域全部归于英国所有。1848年，温哥华岛殖民地正式建立，詹姆斯·道格拉斯（James Douglas）成为的第一任总督，维多利亚是殖民地首府。1865年，英国皇家海军在维多利亚附近的一个小镇，埃斯奎莫尔特（Esquimalt），建立了海军基地，并作为当时太平洋舰队的总部。1866年，温哥华岛殖民地与大陆本土的殖民地正式合并为不列颠哥伦比亚殖民地（Colony of British Columbia），维多利亚依旧是首府。1871年，不列颠哥伦比亚加入加拿大联邦。

## 外部連結
- 溫哥華島Sooke社區的照片（英語） （页面存档备份，存于）